# Pseudomphrale dubiosa
Pseudomphrale dubiosa är en tvåvingeart som först beskrevs av Becker 1913.  Pseudomphrale dubiosa ingår i släktet Pseudomphrale och familjen fönsterflugor.
Artens utbredningsområde är Iran. Inga underarter finns listade i Catalogue of Life.